# 56 Dywizja Strzelców
56 Dywizja Strzelców – związek taktyczny piechoty Armii Czerwonej okresu wojny domowej w Rosji i wojny polsko-bolszewickiej.

## Formowanie i walki
56 Dywizja Strzelców sformowana została jesienią 1919 jako 2 Swodna Dywizja Strzelców. Walczyła z oddziałami Judenicza. W kwietniu 1920 weszła w skład 15 Armii i walczyła na Białorusi, między innymi pod Leplem. 
Podczas drugiej ofensywy Tuchaczewskiego, 4 lipca 1920 dywizja stanowiła odwód armii.
5 lipca, weszła do natarcia bez przygotowania artyleryjskiego i przełamała obronę Wileńskiego pułku strzelców. Dalej maszerowała na Lidę – Nowogródek i Wołkowysk. 17 lipca nad Gawią nie zdołała rozbić Wileńskiego pułku strzelców.
1 sierpnia 1920 dywizja liczyła w stanie bojowym 4021 żołnierzy z tego piechoty 3059, a kawalerii 103. Na uzbrojeniu posiadała 62 ciężkie karabiny maszynowe i 24 działa. 
We wrześniu 1920 w składzie 3 Armii broniła rejonu Grodna. Podczas odwrotu poniosła wysokie straty pod Lidą i do końca wojny nie przedstawiała większej wartości bojowej. 
W dniu 23 sierpnia 1920 po skutecznym ataku polskiego 59 Pułku Piechoty Wielkopolskiej na Łomżę wielu żołnierzy ze składu osobowego 56 Dywizji Strzelców dostało się do polskiej niewoli.

## Dowódcy dywizji
- I.I. Muchtorow (XI 1919 – VI 1920)[5]
- K.N. Annenkow (VI – VIII 1920)[5]
- F. Mironow (VII – XII 1920)[5]